# 大连湾牡蛎
大连湾牡蛎（学名：Ostrea talienwhanensis）为牡蛎科牡蛎属的动物，是中国的特有物种；但WoRMS認為本物種是Magallana gigas (Thunberg, 1793)的異名。

## 分佈
分布于中國環渤海灣的辽宁、河北、山东等地，生活环境为海水，多生活于低潮线下或潮间带的蓄水处以及高盐度的近岸海水中。该物种的模式产地在大连。

## 外部連結
- 維基物種上的相關：大连湾牡蛎
- 牡蠣 Muli （页面存档备份，存于） 中藥材圖像數據庫 (香港浸會大學中醫藥學院)